# Massimo Cacciari

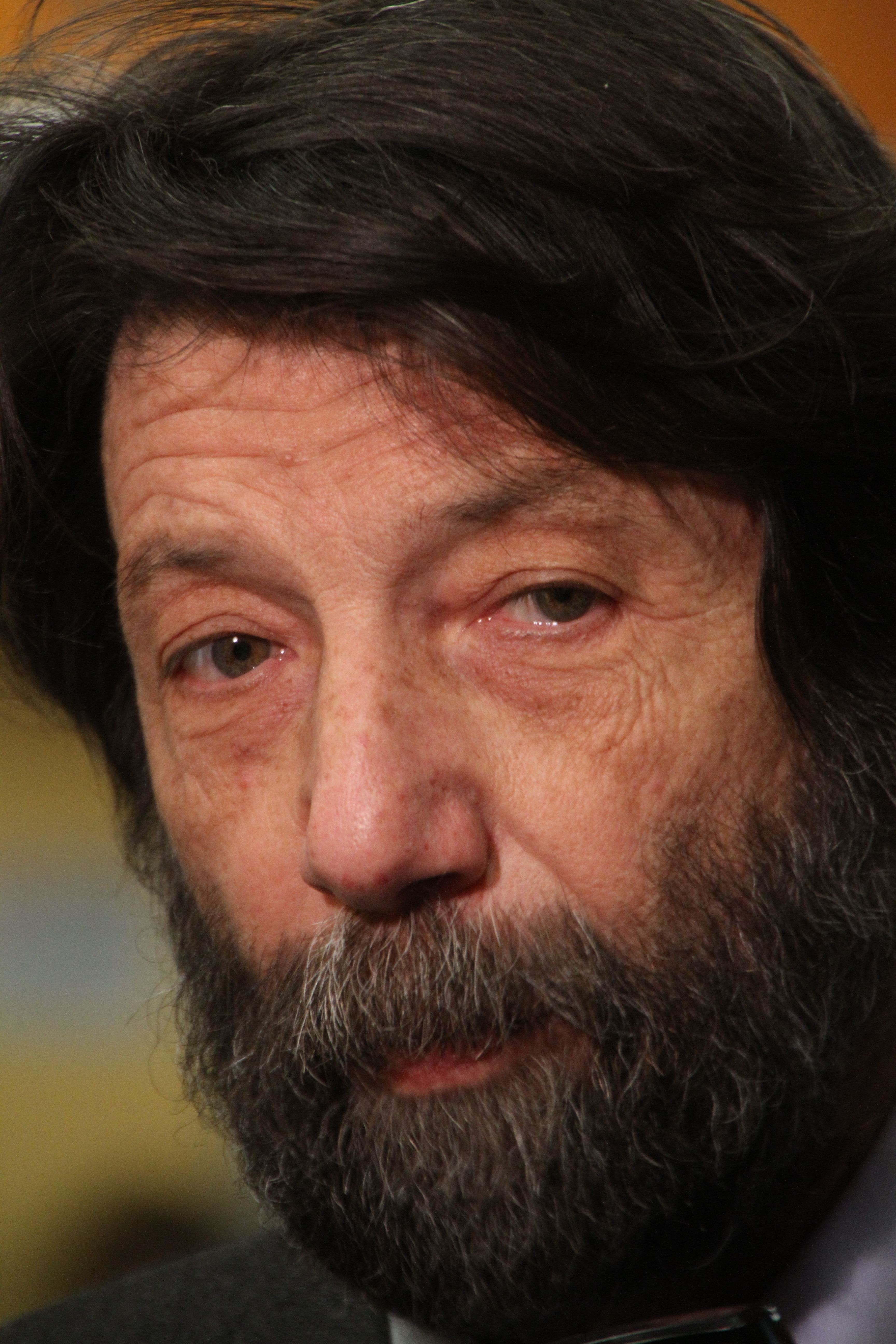
Massimo Cacciari (2012)

Massimo Cacciari (* 5. Juni 1944 in Venedig) ist ein italienischer Philosoph und Politiker. Er war von 1993 bis 2000 und von 2005 bis 2010 Bürgermeister von Venedig.

## Leben

### Philosoph

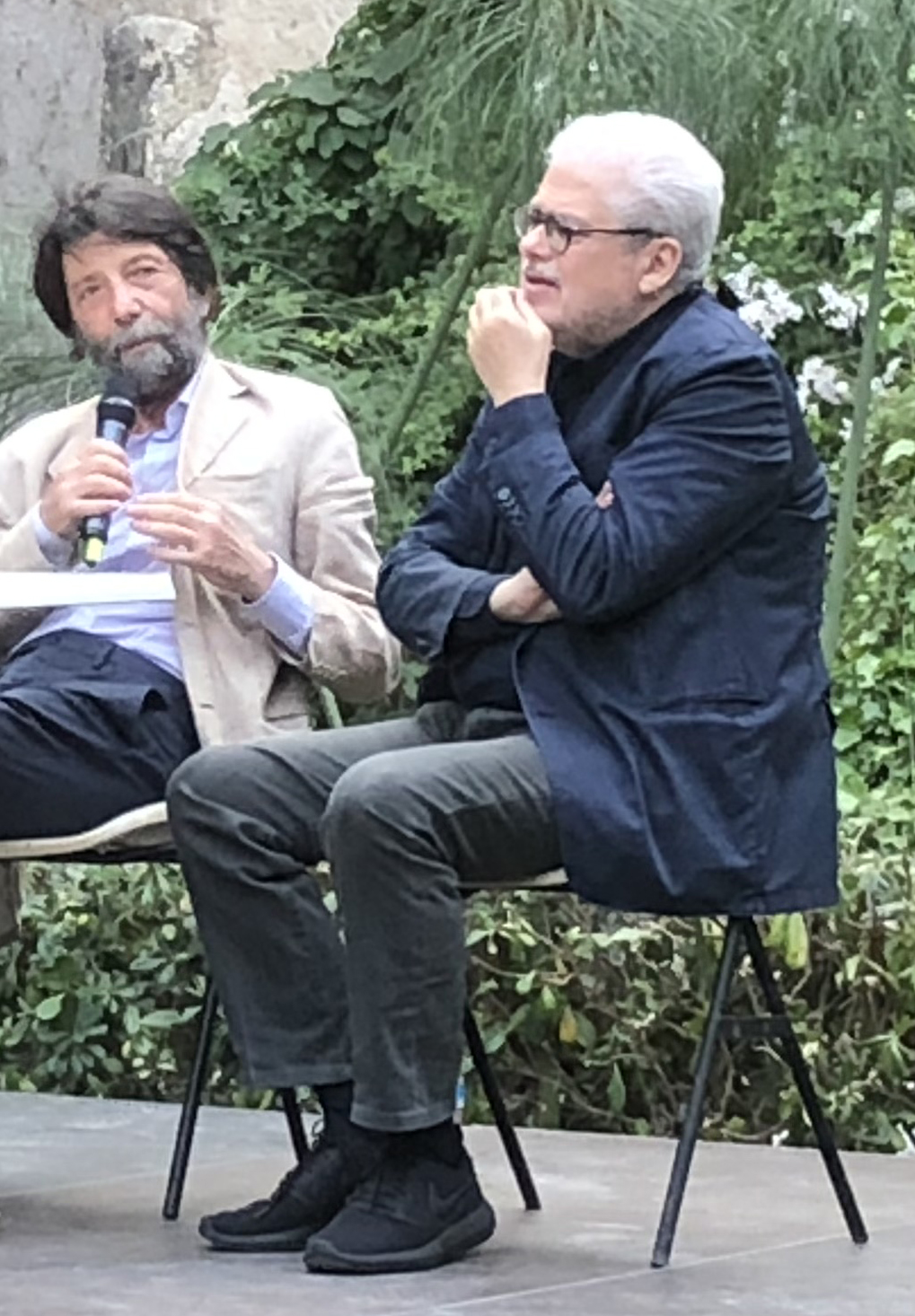
Cacciari (links) mit Roberto Andò, 2018

Massimo Cacciari besuchte das Liceo Classico Marco Polo in seiner Geburtsstadt. 1967 schloss er sein Philosophiestudium an der Universität Padua ab. Seine Arbeit beschäftigte sich mit der Kritik der Urteilskraft von Immanuel Kant. Sein Doktorvater war Dino Formaggio, bei dem er als Assistent arbeitete. Danach arbeitete er bei Carlo Diano in Letteratura e Filosofia greca und bei Professor Sergio Bettini in Ästhetik und Kunstgeschichte. 1970 bis 1971 lehrte er an der Universität für Architektur in Venedig, wo er Manfredo Tafuri kennenlernte. 1980 erhielt er eine Festanstellung, 1985 eine Berufung für das Gebiet der Ästhetik.
2002 gründete er die Philosophische Fakultät der Universität Vita-Salute San Raffale in Cesano Maderno (Mailand). Ihr stand er bis 2005 vor. Gleichzeitig blieb er von 1998 bis 2006 Direktor der Philosophischen Fakultät der Architekturakademie der Universität von Lugano. Außerdem gründete er verschiedene philosophische Zeitschriften, wie Angelus Novus (1964–1971), Contropiano (1968–1971), Laboratorio politico (1981–1985), Il Centauro (1981–1986), Paradosso (1990–2000). Daneben betrieb er die italienischen Ausgaben der Werke von Georg Lukács und Hugo von Hofmannsthal.
Im Fokus seiner Arbeit steht die Krise der modernen Vernunft. Seine Werke Krisis (1976), dann Pensiero negativo e razionalizzazione (1977), Icone della legge (1985), dann L'angelo necessario (1986), und  Della cosa ultima (2004) spiegeln seinen Weg zu einer beinahe religiösen Deutung.
Er ist Mitglied im Istituto Italiano per gli Studi Filosofici von Neapel und im Pariser Collège international de philosophie.

### Politiker

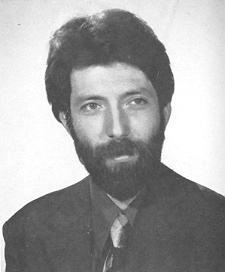
Cacciari im Jahr 1976

In jungen Jahren hing Cacciari der linksradikalen Potere operaio (Arbeitermacht) an, schrieb auch für deren Zeitschrift Classe Operaia (bis 1968) trat dann der Kommunistischen Partei Italiens bei. Er war Provinzialsekretär der Chemiearbeitergewerkschaft. 1976 wurde er in die Abgeordnetenkammer gewählt und gehörte ihr bis Juli 1983 an. Nach dem Tod Enrico Berlinguers (1984) trat er aus der PCI aus.
Eine enge künstlerische und politische Zusammenarbeit verband Massimo Cacciari seit dem Ende der 1970er Jahre mit dem Komponisten Luigi Nono. Für ihn schrieb er auch das Libretto zu Io, frammento dal Prometeo (1981) und Prometeo. Tragedia dell’ascolto (1984/1985).
1993 wurde Cacciari als parteiloser Kandidat des Linksbündnisses Alleanza dei Progressisti (unterstützt von PDS, PRC, Verdi) mit 42,3 % der Stimmen im ersten Wahlgang und 55,4 % in der Stichwahl zum Bürgermeister von Venedig gewählt. Bei der Kommunalwahl 1997 wurde er – diesmal unterstützt von einem breiten Mitte-links-Bündnis (L’Ulivo) – mit 64,6 % der Stimmen gleich im ersten Wahlgang wiedergewählt. Neben seinem römischen Amtskollegen Francesco Rutelli war Cacciari ein führender Vertreter von Centocittà („hundert Städte“), einem Netzwerk von Bürgermeistern, die Romano Prodis Mitte-links-Bündnis L’Ulivo („Der Olivenbaum“) nahestanden. Centocittà ging 1999 in der von Prodi initiierten, sozialliberalen Partei I Democratici auf.
Bei der Europawahl 1999 wurde Cacciari für die Democratici ins Europäische Parlament gewählt, wo er der liberalen ELDR-Fraktion angehörte. Ende Februar 2000 legte er sein Bürgermeisteramt nieder. Ihm folgte sein Parteikollege Paolo Costa nach. Cacciari galt zu jener Zeit als Kandidat für eine führende Rolle im L’Ulivo-Bündnis. Er musste jedoch eine Niederlage einstecken, als er im April 2000 für die Präsidentschaft der Region Venetien kandidierte, für die er auch seinen Sitz im Europäischen Parlament aufgab. Er unterlag mit 38,2 % der Stimmen dem Kandidaten des Mitte-rechts-Bündnisses Polo per le Libertà, Giancarlo Galan (Forza Italia), der 54,9 % erreichte. Cacciari wurde jedoch Mitglied (Consigliere Regionale) des Regionalparlaments.

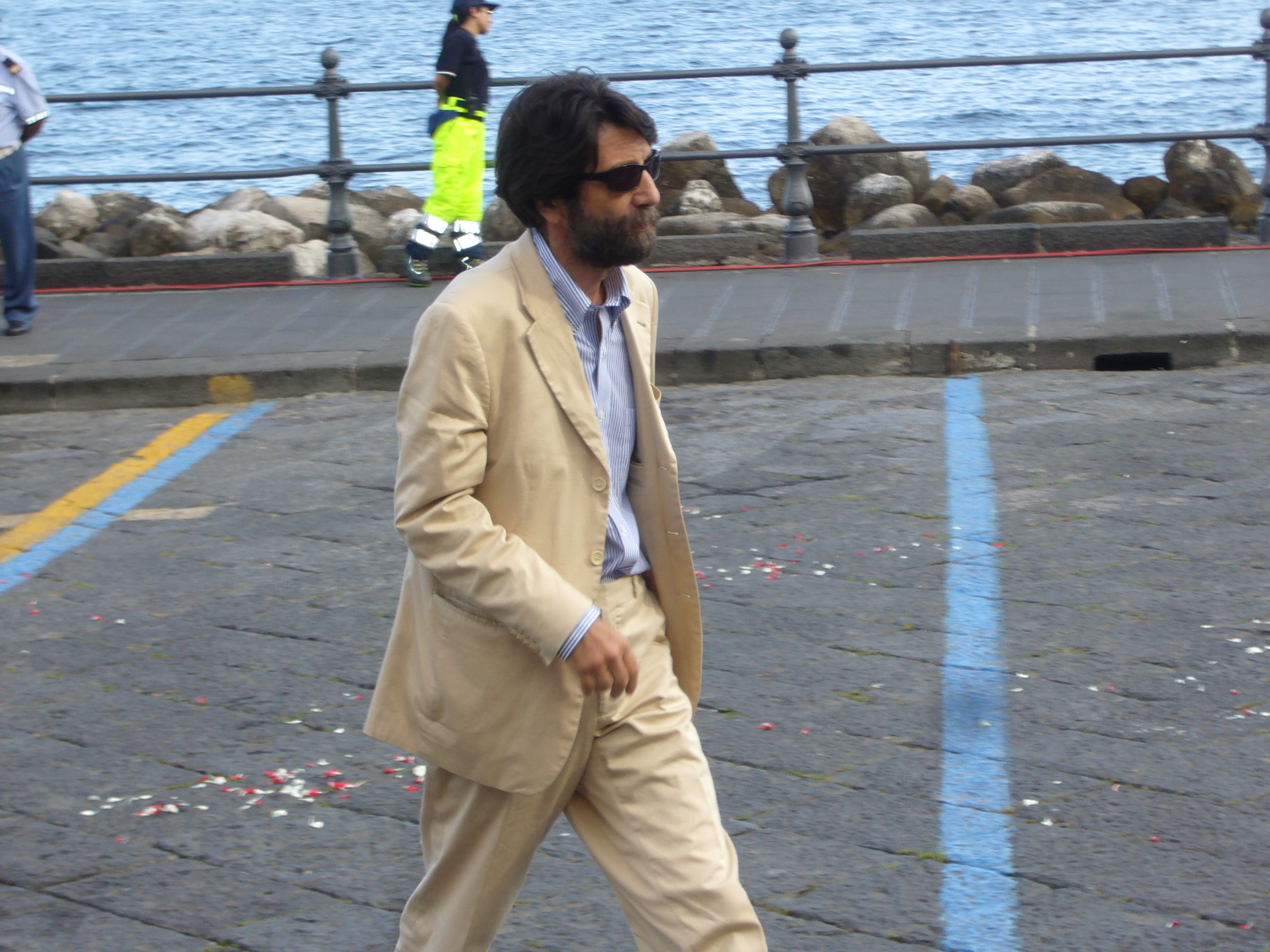
Cacciari im Jahr 2008

2005 kündigte Cacciari überraschend seine erneute Kandidatur für das Amt des Bürgermeisters von Venedig an. Dabei wurde das Mitte-links-Lager im Machtkampf zwischen Cacciari und dem ehemaligen Staatsanwalt Felice Casson gespalten. Cacciari genoss die Unterstützung der sozialliberalen Democrazia è Libertà – La Margherita, in der die Democratici inzwischen aufgegangen waren, Casson hingegen der sozialdemokratischen DS, der Kommunisten und der Grünen. Noch im ersten Wahlgang, als Casson 37,7 % erhielt und Cacciari nur 23,2 %, sah es nach einer Niederlage aus. Mit rund 1300 Stimmen Vorsprung gewann er jedoch die Stichwahl (mit 50,5 %). Cacciari führte daraufhin eine komplizierte Koalition der Mitte und der Linken.
Am 2. November 2009 kündigte Cacciari seinen Rückzug aus der Politik an, er wolle an die Universität zurück und keinesfalls bei den Wahlen des Jahres 2010 erneut kandidieren. Sein Nachfolger wurde im April 2010 Giorgio Orsoni, der überraschend die Wahl gegen den Kandidaten Berlusconis, Renato Brunetta, gewann.
Als Bürgermeister war er Präsident der Fondazione Teatro La Fenice und Vizepräsident der Stiftung für die Biennale di Venezia.
Am 23. Juli 2010 stellte Cacciari das Manifest Verso Nord, un'Italia più vicina vor, das sich an diejenigen wandte, die sowohl vom Partito Democratico als auch vom Popolo della Libertà enttäuscht waren, um eine Politik für den Norden Italiens zu betreiben, die sich zugleich von der Lega Nord distanzierte. Am 12. Oktober 2010 wurde die Partei Verso Nord gegründet. Diese setzt sich für eine Föderalisierung Italiens, einen „leichten“ Staat und eine andere Verteilung des Steueraufkommens ein. Daran beteiligten sich auch der Bürgermeister von Vicenza, Achille Variati, sowie der Verfassungsrechtler Mario Bertolissi. Die Führung der Partei übernahm nicht Cacciari, sondern Alessio Vianello.

## Auszeichnungen und Ehrungen
Cacciari ist Ehrendoktor für Architektur der Universität Genua seit Oktober 2003, ebenso für Politikwissenschaften an der Universität Bukarest seit 2007.
1999 erhielt er den Hannah-Arendt-Preis für politisches Denken, 2002 den Friedrich-Gundolf-Preis für die Vermittlung deutscher Kultur im Ausland, 2005 die Medalla de Oro für die Schönen Künste in Madrid, 2008 das Großoffizierskreuz des Verdienstordens Pro Merito Melitensi des Souveränen Malteserordens. Im März 2022 erhielt er das Bundesverdienstkreuz am Bande.

## Werke

### Monografien
- Sulla genesi del pensiero negativo. 1968.
- Qualifikation und Klassenbewußtsein (= Qualificazione e composizione di classe, 1970), (=Serie Neue Kritik. Band 2). Frankfurt a. M. 1970.
- Zum Problem der Organisation in Deutschland. In: Sergio Bologna, Massimo Cacciari: Zusammensetzung der Arbeiterklasse und Organisationsfrage (= Internationale Marxistische Diskussion. Band 35). Berlin 1973, S. 53–129 (= Sul problema dell' organizzazione Germania 1917-1921. Einleitung zur ital. Ausgabe von Georg Lukács’ Schriften (1920–21) im Kommunismus, Marsilio, Padua 1972.).
- Ristrutturazione e analisi di classe. Padua 1973.
- Metropolis. Rom 1973.
- zus. mit Francesco Amendolagine: Oikos. Da Loos a Wittgenstein. Rom 1975.
- Krisis. Saggio sulla crisi del pensiero negativo da Nietzsche a Wittgenstein. Feltrinelli, Mailand 1976. 8. Auflage 1983.
- Pensiero negativo e razionalizzazione. Marsilio, Padua 1977.
- Dialettica e critica dell politico, saggio su Hegel. Feltrinelli, Mailand 1978.
- Dallo Steinhof. Prospettive viennesi del primo Novecento. Mailand 1980.
- Ikonen des Gesetzes. Übersetzt und mit einem Nachwort von Nils Röller. Paderborn, Fink 2018 (= Icone della Legge. Adelphi, Mailand 1985. Letzte Auflage 2007).
- L'angelo necessario. 6. Auflage. Adelphi, Mailand 1986.
- Zeit ohne Kronos. Ritter, Klagenfurt 1986, ISBN 978-3-85415-035-0.
- Der notwendige Engel. Ritter, Klagenfurt 1987 (= L'Angelo necessario. 1986), ISBN 978-3-85415-046-6.
- Drama y duelo. Tecnos 1987.
- Dell'inizio. Adelphi Mailand 1990. Überarbeitete Auflage 2001.
- Dran, Méridiéns de la décision. Editions de L' Eclat, 1992.
- Geo-filosofia dell'Europa. Adelphi, Mailand 1994.
- Migranten - Edmond Jabès, Luigi Nono, Massimo Cacciari. Herausgegeben von Nils Röller in Zusammenarbeit mit Massimo Cacciari. Merve, Berlin 1995, ISBN 978-3-88396-126-2.
- Großstadt. Baukunst, Nihilismus. Essay. Ritter, Klagenfurt 1995, ISBN 3-85415-146-2.
- Gewalt und Harmonie. Geo-Philosophie Europas. Hanser (Edition Akzente), München 1995 (= Geo-filosofia dell' Europa. 1994).
- L'arcipelago. Adelphi, Mailand 1997.
- Der Archipel Europa. DuMont, Köln 1998 (= L'arcipelago. 1997).
- Le dieu qui danse. Grasset 2000.
- Adolf Loos e il suo angelo. Electa, Milano 2002.
- Wohnen, Denken, die Frage nach dem Ort. Ritter, Klagenfurt 2002, ISBN 978-3-85415-304-7.
- La città. Rimini 2004.
- Della cosa ultima. Adelphi, Mailand 2004.
- Magis Amicus Leopardi. Caserta 2005.

### Herausgeber, Übersetzer
- Cacciari hat Werke und Schriften von Nicolai Hartmann, Georg Simmel, G. Lukács, Eugen Fink, Walter Benjamin, Adolf Loos u. a. übersetzt und herausgegeben.

### Zeitschriften
- Angelus Novus (Hrsg. mit Cesare de Michelis), 1964–1966.
- Classe Operaia und
- Potere Operaio, Mitarbeit bis 1968.
- Contropiano (Hrsg. mit Alberto Aso Rosa, veröffentlichte dort zahlreiche Aufsätze), 1968–1971

### Libretti/Textcollagen für Luigi Nono
- Das atmende Klarsein (1980–83). Vorlagen: Texte von Rainer Maria Rilke (Duineser Elegien) und aus den Orphischen Hymnen
- Io, frammento dal Prometeo (1981). Vorlagen: Texte von Aischylos (Der gefesselte Prometheus), Euripides (Alkestis), Herodot (Historien I,32), Friedrich Hölderlin (Schicksalslied), Pindar (Nemea VI) und Sappho (Fragmente)
- Quando stanno morendo. Diario polacco n. 2 (1982). Vorlagen: Texte von Endre Ady (Qui sono le lacrime più salate), Aleksander Blok (E di nuovo di nuovo le nevi), Welimir Chlebnikow (Mosca, chi sei?, Quando stanno morendo), Czesław Miłosz (Mia lingua fedele, Spedisci la tua seconda anima) und Boris Pasternak (L’anno 1905).
- Guai ai gelidi mostri (1983). Vorlagen: Texte von Gottfried Benn (Dunkler), Lukrez (De rerum natura), Carlo Michelstaedter (La persuasione e la retorica), Friedrich Nietzsche (Also sprach Zarathustra), Ovid (Fasti), Ezra Pound (Cantos), Rainer Maria Rilke (Duineser Elegien), Franz Rosenzweig (Der Stern der Erlösung)
- Prometeo. Tragedia dell’ascolto (1981–84, endgültige Fassung 1985). Vorlagen: Texte von Walter Benjamin (Über den Begriff der Geschichte), Aischylos (Der gefesselte Prometheus), Euripides (Alkestis), Johann Wolfgang von Goethe (Prometheus), Herodot (Historien I,32), Hesiod (Theogonie), Friedrich Hölderlin (Schicksalslied, Achill), Pindar (Nemea VI), Arnold Schönberg (Das Gesetz, Moses und Aron) und Sophokles (Ödipus auf Kolonos)
- Risonanze erranti. A Massimo Cacciari (1986, endgültige Fassung 1987). Vorlagen: Texte von Herman Melville (Battle Pieces) und Ingeborg Bachmann (Keine Delikatessen)